# سیارک ۳۳۷۵۰
سیارک ۳۳۷۵۰ (به انگلیسی: 33750 Davehiggins، نامگذاری:1999RD2) سی و سه هزار و هفتصد و پنجاهمین سیارک کشف شده‌است که در ۶ سپتامبر ۱۹۹۹ کشف شد.